# Masacre de Shah Cheragh
La masacre de Shah Cheragh ocurrió el 26 de octubre de 2022, cuando 13 a 15 personas murieron en un tiroteo masivo en la mezquita Shah Cheragh, un lugar de peregrinación chiita en Shiraz en el sur de Irán.
El Estado Islámico se atribuyó la responsabilidad de los ataques, mientras que las autoridades iraníes también culparon de los ataques a los manifestantes.
El ataque fue visto con sospecha por muchos iraníes, describiéndolo como una bandera falsa para atacar a los manifestantes iraníes y evitar que se sigan desarrollando las protestas por la muerte de Mahsa Amini.

## Antecedentes
Desde las protestas de 2009 por las elecciones presidenciales iraníes, ha habido importantes protestas contra el régimen islámico, que se intensificaron en septiembre de 2022 debido al presunto asesinato de la kurda iraní Mahsa Amini bajo custodia policial que fue arrestada por llevar el hiyab de forma incorrecta.
Irán es una teocracia islámica chiita que ha sufrido ataques terroristas por parte de islamistas y separatistas sunitas.

## Ataque
El 26 de octubre de 2022, 13 o 15 personas murieron en un tiroteo masivo en el mausoleo de Shah Cheragh en Shiraz, provincia de Fars, Irán. La agencia de noticias semioficial iraní Tasnim declaró que los niños están entre los muertos.
Los tres atacantes son descritos por los medios estatales iraníes como aparentemente terroristas takfiri. Dos atacantes han sido arrestados; el otro está prófugo. Más tarde ese mismo día, el Estado Islámico supuestamente se atribuyó la responsabilidad del ataque. Las autoridades iraníes afirmaron que los atacantes no eran ciudadanos iraníes.

## Posibles perpetradores
El Estado Islámico reivindicó el atentado a través de Amaq, el medio de propaganda del grupo. Según la voz de América algunos manifestantes iraníes especularon que este ataque terrorista fue una conspiración del gobierno iraní para desviar la opinión pública de las protestas nacionales de Irán.
El Instituto para el Estudio de la Guerra describió la posibilidad de responsabilidad de ISIS como muy poco probable. 

Según el ISW:
El Estado Islámico está tratando de capitalizar el ataque al santuario y las protestas para avivar la inestabilidad y el conflicto sectario en Irán... El ataque no coincide con el patrón de ataque típico del Estado Islámico, lo que sugiere que es posible que el grupo no haya dirigido explícitamente el ataque. El atacante no llevaba un chaleco suicida y fue capturado herido pero vivo, un hecho muy inusual para los terroristas del Estado Islámico. Las declaraciones del Estado Islámico en las que se atribuía el mérito del ataque también eran confusas, no ofrecían más detalles que los que ya estaban disponibles en los medios cuando se publicaron y carecían de la especificidad que es común en las afirmaciones de crédito por los ataques que el Estado Islámico realmente dirige. El Estado Islámico ha reivindicado previamente ataques de manera oportunista como el tiroteo de Las Vegas en octubre de 2017... El esfuerzo por alimentar la violencia sectaria ha sido un sello distintivo del Estado Islámico y su predecesor, al Qaeda en Irak, que lo distingue de los afiliados de al Qaeda que suelen ser más reacios a avivar las hostilidades sectarias directamente. 
Según el mismo instituto es probable que el gobierno iraní aproveche la masacre para desinflar las protestas y la use para redirigir la atención pública lejos de las protestas y canalizar la ira hacia adversarios extranjeros como el Estado Islámico y Arabia Saudita.

## Reacciones
El Secretario General de las Naciones Unidas condenó enérgicamente el ataque terrorista contra el Santuario Sagrado de Shah Cheragh en Shiraz (Irán) reivindicado por el Estado Islámico. El mensaje decía que atacar lugares religiosos es atroz y el Secretario General enfatizó "llevar ante la justicia a los perpetradores de este crimen contra civiles que ejercen su derecho a practicar su religión". Además, el Secretario General expresó sus condolencias a las familias en duelo, al pueblo iraní y el gobierno iraní deseó una pronta recuperación de los heridos.
El ministro del Interior iraní, Ahmad Vahidi, culpó a las protestas de Mahsa Amini de preparar el terreno para el ataque al mausoleo.